# Ne t'en va pas
Albums de Nicole Martin
Je lui dirai Laisse-moi partir
Ne t'en va pas est le 8e album studio de Nicole Martin. L'album est sorti en 1978 chez Disques Martin. Au Gala de l'ADISQ de l'année 1979, il a été en nomination pour un Prix Félix dans la catégorie « meilleur album - production ».

## Liste des titres
| No  | Titre                      | Paroles           | Musique          | Durée |
| --- | -------------------------- | ----------------- | ---------------- | ----- |
| 1.  | Blessée                    | Laurence Matalon  | Jean Musy        | 5 :44 |
| 2.  | Ça fait partie des choses  | Laurence Matalon  | Jean Musy        | 3 :57 |
| 3.  | Ne t'en va pas             | Pierre Létourneau | Germain Gauthier | 3 :22 |
| 4.  | Ta vie                     | Magali Déa        | Francis Lai      | 4 :05 |
| 5.  | Quelques pas dans la ronde | Magali Déa        | Francis Lai      | 4 :24 |
| 6.  | De l'autre côté du mur     | Laurence Matalon  | Jean Musy        | 3 :49 |
| 7.  | De la pluie à l'amour      | Magali Déa        | Francis Lai      | 3 :59 |
| 8.  | Un autre jour              | Pierre Létourneau | Francis Lai      | 3 :38 |
| 9.  | Vivre libre                | Laurence Matalon  | Jean Musy        | 4 :04 |
| 10. | C'est pour lui             | Eddy Marnay       | Fred Farrugia    | 3 :30 |

## Singles extraits de l'album
- Ne t'en va pas
- Vivre libre
- De l'autre côté du mur
- Blessée
- De la pluie à l'amour
- Quelques pas dans la ronde

## Autres informations - Crédits
- Promotion : Luc Casavant
- Photographies : Daniel Poulin
- Producteur : Yves Martin
- Réalisation : Francis Lai, Jean Musy et Yves Martin